# Злотники (Малопольское воеводство)
Злотни́ки (пол. Złotniki) — село в Польше в сельской гмине Иголомя-Вавженьчице Краковского повета Малопольского воеводства.

## География
Село располагается в 5 км от административного центра гмины Вавженьчице и в 24 км от административного центра воеводства города Краков.
В 1975—1998 годах село входило в состав Краковского воеводства.

## Население
По состоянию на 2010 год в селе проживало 589 человек.
| 2010 | 2013 |
| ---- | ---- |
| 589  | 583  |

| Перепись  | Всего   | Всего | Женщины | Женщины | Мужчины | Мужчины |
| --------- | ------- | ----- | ------- | ------- | ------- | ------- |
| Единицы   | человек | %     | человек | %       | человек | %       |
| Население | 583     | 100   | 291     |         | 292     |         |